# Lista de batalhas da Guerra dos Farrapos
A Guerra dos Farrapos, ou Revolução Farroupilha, ou ainda Revolta Farroupilha (este último, em maior consenso entre historiadores que questionam o caráter revolucionário de um movimento liderado por uma elite pecuarista e escravista) foi como ficou conhecida a revolução, guerra ou revolta regional, de caráter republicano, contra o governo imperial do Brasil, na então província de São Pedro do Rio Grande do Sul. A mesma conta conta com diversas batalhas ocorridas 19 de setembro de 1835 a 1 de março de 1845. A tabela abaixo mostra boa parte dessas batalhas, em ordem cronológica, mostrando também o local onde aconteceram e seu desfecho.

### Tabela de batalhas da Guerra dos Farrapos
| Batalha                                        | Data                           | Local                                                                                     | Desfecho | Referências                      |
| ---------------------------------------------- | ------------------------------ | ----------------------------------------------------------------------------------------- | --- | -------------------------------- |
| Combate da Ponte da Azenha                     | 19 para 20 de setembro de 1835 | Porto Alegre, Rio Grande do Sul                                                           | Decisiva vitória farroupilha: O reconhecimento imperial composto e liderado por homens inexperientes parte em fuga ao primeiro contato com o inimigo, mesmo em vantagem numérica.        | [ 1 ]                            |
| Tomada de Porto Alegre                         | 20 de setembro de 1835         | Porto Alegre, Rio Grande do Sul                                                           | Vitória Farroupilha. - Rendição das forças imperiais e destituição do presidente da província                                                                                            | [ 1 ] [ 2 ]                      |
| Batalha de Rio Pardo (1835)                    | 21 de setembro de 1835         | Rio Pardo, Rio Grande do Sul                                                              | Vitória imperial A defesa imperial mesmo em menor número resiste a 17 dias de assédio por parte dos farrapos.                                                                            | [ 3 ]                            |
| Combate do Arroio Telho                        | 22 de setembro de 1835         | Jaguarão, Rio Grande do Sul                                                               | Vitória imperial João da Silva Tavares fiel ao império foi interceptado por Gervásio Verdun(uruguaio ao lado dos farrapos), o combate termina com os farrapos derrotados e Verdun morto. | [ 2 ]                            |
| Batalha de Arroio Grande (1835)                | 22 de setembro de 1835         | Arroio Grande, Rio Grande do Sul                                                          | Vitória custosa imperial, porém assegurado controle das terras ao redor de Pelotas | [ 4 ] [ 2 ]                      |
| Batalha de Serrito-Juaguarão                   | 27 de setembro de 1835         | Jaguarão, Rio Grande do Sul                                                               | Vitória imperial | [ 5 ]                            |
| Batalha do Arroio da Várzea-Pelotas            | 14 de outubro de 1835          | Pelotas, Rio Grande do Sul                                                                | Vitória imperial | [ 6 ]                            |
| Combate de Retiro                              | 16 de outubro de 1835          | Arroio Pelotas, Rio Grande do Sul                                                         | Vitória farroupilha | [ 7 ]                            |
| Batalha de Atalaia-Barra do Rio Grande         | 23 de outubro de 1835          | Lagoa dos Patos , Rio Grande do Sul                                                       | Inconclusivo | [ 8 ]                            |
| Batalha do Passo do Retiro - Arroio Pelotas    | 26 de outubro de 1835          | Passo do retiro, sobre o Rio Pelotas                                                      | Vitória farroupilha | [ 9 ]                            |
| Insurreição de São Leopoldo                    | 21 de janeiro de 1836          | São Leopoldo, Rio Grande do Sul                                                           | Vitória farroupilha | [ 10 ] [ 2 ]                     |
| Batalha naval de Lagoa Mirim                   | 22 de fevereiro de 1836        | Lagoa Mirim, entre Rio Grande do Sul e Uruguai                                            | Vitória imperial | [ 11 ]                           |
| Batalha de Iruí                                | 27 de fevereiro de 1836        | Rio Iruí, próximo de Rosáro do Sul, Rio Grande do Sul                                     | Vitória farroupilha | [ 12 ]                           |
| Batalha de Canapé                              | 2 de Março de 1836             | Próximo de Alegrete, Rio Grande do Sul                                                    | Vitória farroupilha | [ 13 ]                           |
| Batalha de Passo do Rosário-Santa Maria        | 17 de março de 1836            | Próximo de Santa Maria, Rio Grande do Sul.                                                | Vitória pírrica farroupilha: Apesar de impedir a tomada de Rio Grande sofre pesadas baixas a batalha.                                                                                    | [ 14 ]                           |
| 1° Batalha de Pelotas                          | 6 de abril de 1836             | Pelotas, Rio Grande do Sul                                                                | Vitória farroupilha | [ 15 ]                           |
| 1° Batalha do Passo dos negros-Rio São Gonçalo | 7 de abril de 1836             | Rio São Gonçalo (RS), proximidades de Pelotas, Rio Grande do Sul                          | Vitória farroupilha | [ 16 ]                           |
| Batalha de Torres                              | 9 de abril de 1836             | Torres, Rio Grande do Sul                                                                 | Vitória imperial | [ 17 ]                           |
| Assalto a Porto Alegre                         | 13 de abril de 1836            | Porto Alegre, Rio Grande do Sul                                                           | Vitória farroupilha | [ 18 ]                           |
| Batalha de Faxinal                             | 19 de abril de 1836            | Viamão, Rio Grande do Sul                                                                 | Vitória farroupilha | [ 19 ]                           |
| 2° Batalha do Passo dos negros-Rio São Gonçalo | 2 de junho de 1836             | Rio São Gonçalo (RS), proximidades de Pelotas, Rio Grande do Sul                          | Vitória farroupilha | [ 20 ]                           |
| Batalha do Seival                              | 10 de setembro 1836            | Arroio Seival, Brasil                                                                     | Vitória farroupilha, posterior independência do Rio Grande do Sul. | [ 2 ] [ 21 ]                     |
| Batalha da Ilha do Fanfa                       | 3 a 4 de outubro de 1836       | Ilha do Fanfa, munícipio de Triunfo, Rio Grande do Sul                                    | Vitória imperial: - Acordo para a rendição dos farroupilhas descumprido, prisão de muitos revoltosos, dentre eles Bento Gonçalves.                                                       | [ 2 ]                            |
| Batalha do Barro Vermelho                      | 30 de abril de 1838            | Rio Pardo, Rio Grande do Sul, Brasil                                                      | Vitória farroupilha, grandes baixas imperiais | [ 4 ] [ 22 ] [ 23 ]              |
| Tomada de Laguna                               | 22 de julho de 1839            | Laguna, Província de Santa Catarina                                                       | Vitória Farroupilha, posterior independência de Santa Catarina | [ 24 ]                           |
| Retomada de Laguna                             | 15 de novembro de 1839         | Laguna, Província de Santa Catarina                                                       | Vitória Decisiva Imperial, fim da República Juliana | [ 25 ]                           |
| Batalha de Albernaz                            | 13 de fevereiro de 1841        | Próximo de São Gabriel, Rio Grande do Sul                                                 | Vitória Farroupilha | [ 26 ]                           |
| 2° Batalha de Pelotas                          | 29 de março de 1842            | Pelotas, Rio Grande do Sul                                                                | Vitória imperial | [ 27 ]                           |
| Cerco de Alegrete                              | 5 a 9 de junho de 1843         | Alegrete, Rio Grande do Sul                                                               | Vitória imperial | [ 28 ]                           |
| Combate do Alegrete                            | 15 de agosto de 1843           | Alegrete, Rio Grande do Sul                                                               | Vitória Farroupilha | [ 28 ]                           |
| Batalha do Ponche Verde                        | 26 de maio de 1843             | Ponche Verde, estância de Manuel Vieira da Cunha, Dom Pedrito, Rio Grande do Sul, Brasil. | Inconclusivo | [ 2 ] [ 4 ]                      |
| Massacre de Porongos                           | 14 de novembro de 1844         | Arroio Porongos (em Pinheiro Machado), Rio Grande do Sul, Brasil.                         | Vitória imperial | [ 2 ] [ 4 ] [ 29 ] [ 30 ] [ 31 ] |
| Batalha de Arroio Grande                       | 26 de novembro de 1844         | Arroio Grande, Rio Grande do Sul, Brasil.                                                 | Vitória imperial | [ 32 ]                           |
| Combate de Cuaró                               | 29 de dezembro de 1844         | Cuaró, norte do Uruguai                                                                   | Vitória imperial | [ 2 ] [ 33 ]                     |